# Chrysosoma cosmochirum
Chrysosoma cosmochirum är en tvåvingeart som först beskrevs av Mario Bezzi 1928.  Chrysosoma cosmochirum ingår i släktet Chrysosoma och familjen styltflugor.
Artens utbredningsområde är Fiji. Inga underarter finns listade i Catalogue of Life.